# 赵镕
赵镕（1899年10月17日—1992年2月7日），男，云南宾川人，中国人民解放军中将，1955年获一级八一勋章、一级独立自由勋章、一级解放勋，1988年获一级红星功勋荣誉章。